# Carl-Wolfgang Schümann
Carl-Wolfgang Schümann (* 1936; † 2001) war ein deutscher Kunsthistoriker.

## Leben
Carl-Wolfgang Schümann studierte von 1958 bis 1967 Kunstgeschichte und Jura an der Universität München und an der Freien Universität Berlin und promovierte 1970 zum Dr. phil. in Berlin. Er war Direktor des Deutschen Textilmuseums in Krefeld.

## Publikationen
- mit Eva Maria Krafft: Katalog der Meister des 19. Jahrhunderts in der Hamburger Kunsthalle. Hamburger Kunsthalle, Hamburg 1969.
- Stimmen der Freunde. Festgabe zum Geburtstag des Malers Friedrich Karl Gotsch. Auftraggeber Freie Akademie der Künste in Hamburg, Christians, Hamburg 1970.
- Emil Lettré – Andreas Moritz: Zwei Deutsche Silberschmiede im 20. Jahrhundert. Wienand, Köln 1976.
- Der Berliner Dom im 19. Jahrhundert. Mann, Berlin 1980, ISBN 3-7861-1197-9.
- mit Brigitte Tietzel, Eva Brües unter Mitwirkung von Ruth Gasthaus: Textilien aus aller Welt. Eine rheinische Privatsammlung. Katalog der Ausstellung im Deutschen Textilmuseum Krefeld und im Städtischen Museum Schloss Rheydt in Mönchengladbach, Deutsches Textilmuseum, Krefeld 1986, ISBN 3-925256-26-1.
- Der byzantinische Löwenstoff aus Siegburg. Sein Schicksal im 20. Jahrhundert und seine Restaurierung im Deutschen Textilmuseum Krefeld – Konservierung eines byzantinischen Seidengewebes. S. 18–20. In: Michael Braunsteiner, Heimo Kaindl (Hrsg.): Historische Textilien aus dem Sakralbereich. Bedeutung und Nutzung. Erforschung und Konservierung. Tagungsband Colloquium im Rahmen der Admonter Gespräche 6. – 7. November 1996, Schriften zur Kunst- und Kulturgeschichte des Benediktinerstiftes Admont – Band VII, Benediktinerstift Admont, Diözesanmuseum Graz, Admont Graz 1998, ISBN 3-901810-02-1.